# HIStory/Ghosts
HIStory/Ghosts is een single van de Amerikaanse popster Michael Jackson. Op de single staan twee nummers: Het nummer Ghosts, afkomstig van het album Blood on the Dance Floor: HIStory in the Mix en een remix van het nummer HIStory. HIStory is afkomstig van Michael Jackson gelijknamige album.

## Singles
Het nummer werd niet uitgebracht in de Verenigde Staten, maar wel in Europa, waar het geen grote hit werd. Alleen in het Verenigd Koninkrijk bereikte het de top vijf.
European CD Maxi Single
1. "HIStory" (7" HIStory Lesson Edit) - 4:08
2. "HIStory" (MARK!'s Radio Edit) - 4:18
3. "HIStory" (MARK! Vocal Club Mix) - 9:14
4. "HIStory" (The Ummah Radio Mix) - 5:00
5. "HIStory" (The Ummah DJ Mix) - 3:04
6. "HIStory" (The Ummah Main A capella) - 4:04
7. "Ghosts" (Radio Edit) - 3:50

UK CD 1
1. "HIStory" (7" HIStory Lesson Edit) - 4:08
2. "HIStory" (Radio Edit) - 4:01
3. "Ghosts" (Radio Edit) - 3:50
4. "Ghosts" (Mousse T's Club Edit) - 4:24

UK CD 2 (Only HIStory)
1. "HIStory" (Tony Moran's HIStory Lesson) - 4:08
2. "HIStory" (Tony Moran's HIStory Dub) - 7:56
3. "HIStory" (MARK! Vocal Club Mix) - 9:14
4. "HIStory" (The Ummah Radio Mix) - 5:00
5. "HIStory" (The Ummah Urban Mix) - 4:20

UK Limited Edition CD Maxi Single
1. "HIStory" (7" HIStory Lesson Edit) - 4:08
2. "Ghosts" (Mousse T's Radio Rock) -4:25
3. "Ghosts" (Mousse T's Club Mix) - 6:03
4. "Ghosts" (Radio Edit) - 3:50
5. "HIStory" (Tony Moran's HIStory Dub) - 7:56

12" Vinyl Maxi
1. "HIStory" (MARK!'s Vocal Club Mix) - 9:14
2. "HIStory" (MARK!'s Keep Movin' Dub) - 9:23
3. "HIStory" (The Ummah DJ Mix) - 3:04
4. "HIStory" (The Ummah Main A Cappella) - 4:04
5. "Ghosts" (Radio Edit) - 3:50

Cassette Single
1. HIStory (7" HIStory Lesson Edit) - 4:08
2. HIStory (Radio Edit) - 4:01
3. Ghosts (Radio Edit) - 3:50

European CD Promo
1. HIStory (7" HIStory Lesson Edit) - 4:08
2. Ghosts (Radio Edit) - 3:50

HIStory (Mark Picchiotti Remixes) 12" Promo
1. "HIStory" (MARK!'s Phly Vocal) - 9:10
2. "HIStory" (MARK!'s Future Dub) - 9:16

Ghosts (Mousse T Mixes) 12" Promo
1. "Ghosts (Mousse T's Club Mix) - 6:03
2. "Ghosts (Mousse T's Club Mix TV) - 6:03